# 바이츠군

바이츠군의 위치

바이츠군(독일어: Bezirk Weiz)은 오스트리아 슈타이어마르크주에 위치한 군으로 행정 중심지는 바이츠이며 면적은 1,097.94km2, 인구는 92,373명(2023년 기준), 인구 밀도는 84명/km2이다. 남쪽으로는 쥐트오스트슈타이어마르크군, 서쪽으로는 그라츠움게붕군, 북쪽으로는 브루크뮈르추슐라크군, 북동쪽으로는 니더외스터라이히주 노인키르헨군, 동쪽으로는 하르트베르크퓌르스텐펠트군과 접한다.

## 하위 행정 구역
2개 도시, 8개 시장도시, 21개 일반 시를 관할한다.
- 도시
  - 글라이스도르프(Gleisdorf)
  - 바이츠(Weiz)
- 시장도시
  - 앙거(Anger)
  - 비르크펠트(Birkfeld)
  - 마르크트하르트만스도르프(Markt Hartmannsdorf)
  - 파사일(Passail)
  - 피셸스도르프암쿨름(Pischelsdorf am Kulm)
  - 장크트마르가레텐안데어라프(Sankt Margarethen an der Raab)
  - 장크트루프레히트안데어라프(Sankt Ruprecht an der Raab)
  - 지나벨키르헨(Sinabelkirchen)
- 일반 시
  - 알버스도르프프레부흐(Albersdorf-Prebuch)
  - 피슈바흐(Fischbach)
  - 플라트니츠안데어타이할름(Fladnitz an der Teichalm)
  - 플로잉(Floing)
  - 가젠(Gasen)
  - 거스도르프안데어파이슈트리츠(Gersdorf an der Feistritz)
  - 구텐베르크(Gutenberg)
  - 호프슈테텐안데어라프(Hofstätten an der Raab)
  - 일츠탈(Ilztal)
  - 루더스도르프빌퍼스도르프(Ludersdorf-Wilfersdorf)
  - 미젠바흐바이비르크펠트(Miesenbach bei Birkfeld)
  - 미터도르프안데어라프(Mitterdorf an der Raab)
  - 모르탄치(Mortantsch)
  - 나스(Naas)
  - 푸흐바이바이츠(Puch bei Weiz)
  - 라텐(Ratten)
  - 레테네크(Rettenegg)
  - 장크트카트라인암하우엔슈타인(Sankt Kathrein am Hauenstein)
  - 장크트카트라인암오페네크(Sankt Kathrein am Offenegg)
  - 슈트랄레크(Strallegg)
  - 탄하우젠(Thannhausen)